# فهرست قنات‌های شهرستان شیراز
جدول زیر بر اساس آمار وزارت جهاد کشاورزی تهیه شده‌است. فهرست زیر قنات‌های شهرستان شیراز در استان فارس را نشان می‌دهد.
| نام قنات           | موقعیت                        | نزدیک‌ترین روستا | طول قنات (متر) | تعداد میله چاه | عمق مادر چاه | دبی (لیتر بر ثانیه) | سطح زیر کشت (هکتار) |
| ------------------ | ----------------------------- | --------------- | -------------- | -------------- | ------------ | ------------------- | ------------------- |
| آب باریک           | بخش زرقان شهرستان شیراز       | دودج            | ۱۷۰۰           | ۱۰             | ۱۶           | ۲۰                  | ۳۰                  |
| آب پرده            | بخش مرکزی شهرستان شیراز       | آب پرده         | ۱۶۰            | ۶              | ۳۰           | ۵                   | ۲۰۰                 |
| اسکرو              | بخش ارژن شهرستان شیراز        | بگدانه          | ۴۰۰۰           | ۸۵             | ۵            | ۱۳                  | ۴                   |
| ایزدخواست          | بخشی نامعلوم در شهرستان شیراز | ایزدخواست       | ۱۰۰۰           | ۳۰             | ۳۰           | ۵                   | ۵۰                  |
| اینه مرده          | بخش ارژن شهرستان شیراز        | زنگنه           | ۳۵۰            | ۱۵             | ۱۷           | ۰                   | ۱۰                  |
| بالائی             | بخش مرکزی شهرستان شیراز       | قصرقمشه         | ۲۵۰۰           | ۸۸             | ۳۰           | ۲                   | ۸۰                  |
| باوام              | بخش ارژن شهرستان شیراز        | بگدانه          | ۲۰۰۰           | ۲۳۰            | ۳            | ۱۳۰                 | ۳۰                  |
| بردج               | بخشی نامعلوم در شهرستان شیراز | بردج            | ۱۰۰۰           | ۱۰۰            | ۵۰           | ۱۰                  | ۵۰                  |
| بن پیه             | بخش مرکزی شهرستان شیراز       | روستا نامعلوم   | ۲۵             | ۸              | ۱۰           | ۰٫۵                 | ۲۰                  |
| بهمن بیگی          | بخشی نامعلوم در شهرستان شیراز | ایزدخواست       | ۱۰۰۰           | ۱۵             | ۳۰           | ۲                   | ۱۰                  |
| بگدانه             | بخش ارژن شهرستان شیراز        | بگدانه          | ۵۰۰۰           | ۳۲۰            | ۲۰           | ۴۵                  | ۲۵                  |
| جباری              | بخش مرکزی شهرستان شیراز       | روستا نامعلوم   | ۸۰۰            | ۳۵             | ۴۰           | ۳                   | ۵۰                  |
| خارشتری            | بخش ارژن شهرستان شیراز        | بگدانه          | ۲۰۰۰           | ۲۳۰            | ۳            | ۳۰                  | ۵۰                  |
| دم قنات            | بخش زرقان شهرستان شیراز       | دودج            | ۲۰۰۰           | ۱۵۰            | ۲۰           | ۳۵                  | ۵۰                  |
| دهنو               | بخش ارژن شهرستان شیراز        | دهنو            | ۴۰۰            | ۳۰             | ۸٫۵          | ۲                   | ۳۰                  |
| دومیاز             | بخش زرقان شهرستان شیراز       | دودج            | ۱۷۰۰           | ۸۰             | ۲۵           | ۳۵                  | ۵۰                  |
| ریخی               | بخش مرکزی شهرستان شیراز       | روستا نامعلوم   | ۳۰             | ۱۰             | ۱۰           | ۰                   | ۴                   |
| سرمور              | بخش ارژن شهرستان شیراز        | سرمور           | ۱۱۹۰           | ۷۰             | ۱۲           | ۱۰                  | ۳۵۰                 |
| سلطان‌آباد          | بخش مرکزی شهرستان شیراز       | روستا نامعلوم   | ۸۰۰            | ۳۵             | ۴۰           | ۳                   | ۵۰                  |
| شیب چغا            | بخش ارژن شهرستان شیراز        | بگدانه          | ۱۵۰۰           | ۴۰             | ۲            | ۱۴                  | ۴                   |
| شیخ علی            | بخش ارژن شهرستان شیراز        | زنگنه           | ۲۵۰            | ۱۲             | ۲۰           | ۰                   | ۶۰                  |
| عبدالمومن          | بخش مرکزی شهرستان شیراز       | قصر قمشه        | ۲۰۰۰           | ۸۰             | ۴۰           | ۲                   | ۷۵                  |
| فاریاب تلخه        | بخش ارژن شهرستان شیراز        | بگدانه          | ۱۰۰۰           | ۲۰             | ۳            | ۱۳                  | ۴                   |
| فاریاب چمک شیب چغا | بخش ارژن شهرستان شیراز        | بگدانه          | ۵۰             | ۰              | ۰            | ۵                   | ۳                   |
| فاریاب کم کوشک     | بخش ارژن شهرستان شیراز        | بگدانه          | ۳۰۰۰           | ۹۵             | ۳            | ۱۵                  | ۶                   |
| قبله أی            | بخش زرقان شهرستان شیراز       | لپوئی           | ۵۵۰            | ۱۲             | ۱۷           | ۲۰                  | ۳۵                  |
| قنات داریون        | بخشی نامعلوم در شهرستان شیراز | داریون          | ۵۰۰۰           | ۲۰۰            | ۶۰           | ۱۰                  | ۹۶                  |
| قنات زیحون         | بخشی نامعلوم در شهرستان شیراز | دودج            | ۱۰۰۰           | ۳۰             | ۲۰           | ۲                   | ۱۵                  |
| میراحمدی           | بخش ارژن شهرستان شیراز        | زنگنه           | ۵۰             | ۸              | ۱۰           | ۰                   | ۱۰                  |
| پادیاب             | بخش زرقان شهرستان شیراز       | دودج            | ۵۰۰            | ۵              | ۱۰           | ۱۲                  | ۱۰                  |
| چاه محمدحسینی      | بخش ارژن شهرستان شیراز        | زنگنه           | ۱۵۰            | ۴              | ۱۵           | ۳                   | ۳۰                  |
| چاه گزی            | بخش ارژن شهرستان شیراز        | زنگنه           | ۳۰۰۰           | ۶              | ۱۵           | ۳                   | ۱۵                  |
| چرامکان            | بخش ارژن شهرستان شیراز        | چرامکان         | ۷۵۰            | ۶۰             | ۱۷           | ۲۰                  | ۵۰۰                 |
| چشمه سبز           | بخش ارژن شهرستان شیراز        | زنگنه           | ۲۰۰            | ۴۰۰            | ۲۵           | ۱۲                  | ۱۰۰                 |
| چشمه صفا           | بخش مرکزی شهرستان شیراز       | آب پرده         | ۵۰۰            | ۲۰             | ۴۰           | ۱                   | ۱۰۰                 |
| چم تلخه            | بخش ارژن شهرستان شیراز        | بگدانه          | ۰              | ۰              | ۰            | ۴                   | ۱                   |
| چم عطاآباد         | بخش ارژن شهرستان شیراز        | بگدانه          | ۳۰۰۰           | ۶۰             | ۳            | ۴                   | ۳                   |
| چم گل              | بخش ارژن شهرستان شیراز        | مقان            | ۱۰۰۰           | ۵۰             | ۳            | ۲۰                  | ۱۲                  |
| چمحاجی نگهدار      | بخش ارژن شهرستان شیراز        | بگدانه          | ۲۰۰۰           | ۲۰             | ۰            | ۴                   | ۲                   |
| کم سرخ             | بخش ارژن شهرستان شیراز        | مقان            | ۳۰۰            | ۱۵             | ۳            | ۵۰                  | ۱۲                  |
| کم کم              | بخش ارژن شهرستان شیراز        | بگدانه          | ۳۵۰۰           | ۱۲۰            | ۴            | ۱۳                  | ۵                   |
| کهکلکی             | بخش ارژن شهرستان شیراز        | زنگنه           | ۵۰۰            | ۱۰             | ۲۰           | ۵                   | ۴۰                  |
| کودیان             | بخش مرکزی شهرستان شیراز       | روستا نامعلوم   | ۱۰۰            | ۵              | ۱۵           | ۵                   | ۱۰۰                 |
| کوشک بی بی چه      | بخش مرکزی شهرستان شیراز       | روستا نامعلوم   | ۱۶۰۰           | ۶۴             | ۳۰           | ۲۵                  | ۱۰۰                 |
| گزستان             | بخش ارژن شهرستان شیراز        | مقان            | ۳۰۰۰           | ۶۰             | ۳            | ۱۳                  | ۶                   |
| گلستان مادری       | بخش مرکزی شهرستان شیراز       | روستا نامعلوم   | ۱۴۰۰           | ۵۰             | ۱۰           | ۲                   | ۰                   |
| گودبای             | بخش ارژن شهرستان شیراز        | بگدانه          | ۲۰۰۰           | ۷۰             | ۱۵           | ۳۰                  | ۲۰                  |